# Prefektura Samos
Samos je jedna od grčkih prefektura, dio periferije Sjeverni Egej.

## Općine i zajednice
| Općina          | YPES kod | Sjedište (ako je različito) | Poštanski broj | Pozivni broj |
| --------------- | -------- | --------------------------- | -------------- | ------------ |
| Agios Kirykos   | 4601     |                             | 833 00         | 22750-2      |
| Evdilos         | 4603     |                             | 833 02         | 22750-3      |
| Fournoi Korseon | 4608     | Fournoi                     | 833 01         | 22750-5      |
| Karlovasi       | 4604     |                             | 832 00         | 22730-3      |
| Marathokampos   | 4605     |                             | 831 02         | 22730-3      |
| Pythagoreio     | 4606     |                             | 831 03         | 22730-6 do 9 |
| Raches          | 4607     |                             | 833 01         | 22750-4      |
| Vati            | 4602     |                             | 831-00         | 22730-2      |